# Amerikaanse auto in 2020
Dit artikel geeft een overzicht van alle Amerikaanse personenwagens die in 2020 op de markt kwamen. De auto's staan alfabetisch gerangschikt per merk.

## Noord-Amerika
| Acura |                  | concern:                 | Honda Japan |
| Acura | divisie:         |                          |             |
| Acura | merk:            | Acura Verenigde Staten   |             |
| Acura | model:           | TLX sedan (2e generatie) |             |
| Acura | einde productie: | ?                        |             |
| Acura | productieaantal: | ?                        |             |

| Buick |                  | concern:                                                                                                  | General Motors Verenigde Staten |
| Buick | divisie:         | |                                 |
| Buick | merk:            | Buick Verenigde Staten                                                                                    |                                 |
| Buick | model:           | Encore GX compacte cross-over (ook in China verkocht, waar het model vanaf 2023 Encore Plus werd genoemd) |                                 |
| Buick | einde productie: | ? |                                 |
| Buick | productieaantal: | ? |                                 |

| Buick |                  | concern:                                                                                    | General Motors Verenigde Staten |
| Buick | divisie:         |                                                                                             |                                 |
| Buick | merk:            | Buick Verenigde Staten                                                                      |                                 |
| Buick | model:           | Envision cross-over (2e generatie; in China als Envision S verkocht, naast de 1e generatie) |                                 |
| Buick | einde productie: | ?                                                                                           |                                 |
| Buick | productieaantal: | ?                                                                                           |                                 |

| Cadillac |                  | concern:                  | General Motors Verenigde Staten |
| Cadillac | divisie:         |                           |                                 |
| Cadillac | merk:            | Cadillac Verenigde Staten |                                 |
| Cadillac | model:           | CT4 sedan                 |                                 |
| Cadillac | einde productie: | ?                         |                                 |
| Cadillac | productieaantal: | ?                         |                                 |

| Cadillac |                  | concern:                                                           | General Motors Verenigde Staten |
| Cadillac | divisie:         |                                                                    |                                 |
| Cadillac | merk:            | Cadillac Verenigde Staten                                          |                                 |
| Cadillac | model:           | Escalade grote suv (5e generatie) Escalade ESV (verlengde variant) |                                 |
| Cadillac | einde productie: | ?                                                                  |                                 |
| Cadillac | productieaantal: | ?                                                                  |                                 |

| Chevrolet |                  | concern:                                      | General Motors Verenigde Staten |
| Chevrolet | divisie:         |                                               |                                 |
| Chevrolet | merk:            | Chevrolet Verenigde Staten                    |                                 |
| Chevrolet | model:           | Corvette targa / cabriolet (C8; 8e generatie) |                                 |
| Chevrolet | einde productie: | ?                                             |                                 |
| Chevrolet | productieaantal: | ?                                             |                                 |

| Chevrolet GMC |                  | concern: | General Motors Verenigde Staten |
| Chevrolet GMC | divisie:         | |                                 |
| Chevrolet GMC | merk:            | Chevrolet en GMC Verenigde Staten |                                 |
| Chevrolet GMC | model:           | Tahoe grote suv (Chevrolet; 5e generatie) Suburban (Chevrolet; 12e generatie; Tahoe met verlengde wielbasis) Yukon / Yukon Denali / Yukon XL (badge-engineered versie van GMC met de sportiever Denali-variant en de verlengde XL) |                                 |
| Chevrolet GMC | einde productie: | ? |                                 |
| Chevrolet GMC | productieaantal: | ? |                                 |

| Chevrolet |                  | concern:                                                                                             | General Motors Verenigde Staten |
| Chevrolet | divisie:         | |                                 |
| Chevrolet | merk:            | Chevrolet Verenigde Staten                                                                           |                                 |
| Chevrolet | model:           | Trailblazer compacte cross-over (3e generatie; door GM Korea ontwikkeld en gebouwd, alsook in China) |                                 |
| Chevrolet | einde productie: | ? |                                 |
| Chevrolet | productieaantal: | ? |                                 |

| Ford |                  | concern:                     | Ford Motor Company Verenigde Staten |
| Ford | divisie:         |                              |                                     |
| Ford | merk:            | Ford Verenigde Staten        |                                     |
| Ford | model:           | Bronco Sport middelgrote suv |                                     |
| Ford | einde productie: | ?                            |                                     |
| Ford | productieaantal: | ?                            |                                     |

| Ford |                  | concern:                                                                    | Ford Motor Company Verenigde Staten |
| Ford | divisie:         |                                                                             |                                     |
| Ford | merk:            | Ford Verenigde Staten                                                       |                                     |
| Ford | model:           | F-150 tweedeur / tweedeur verlengd / vierdeur grote pick-up (14e generatie) |                                     |
| Ford | einde productie: | ?                                                                           |                                     |
| Ford | productieaantal: | ?                                                                           |                                     |

| Ford |                  | concern:                     | Ford Motor Company Verenigde Staten |
| Ford | divisie:         |                              |                                     |
| Ford | merk:            | Ford Verenigde Staten        |                                     |
| Ford | model:           | Mustang Mach-E cross-over-ev |                                     |
| Ford | einde productie: | ?                            |                                     |
| Ford | productieaantal: | ?                            |                                     |

| Hennessey |                  | concern:                                                          | onafhankelijk |
| Hennessey | divisie:         |                                                                   |               |
| Hennessey | merk:            | Hennessey Verenigde Staten                                        |               |
| Hennessey | model:           | Venom F5 coupé-sportwagen (de cabrioletvariant verscheen in 2022) |               |
| Hennessey | einde productie: | 2023                                                              |               |
| Hennessey | productieaantal: | 24                                                                |               |

| Ram |                  | concern:                                                                             | Fiat Chrysler Automobiles Italië, Verenigde Staten |
| Ram | divisie:         |                                                                                      |                                                    |
| Ram | merk:            | Ram Verenigde Staten                                                                 |                                                    |
| Ram | model:           | 700 vierdeurpick-up (badge-engineered 2e generatie Fiat Strada voor Latijns-Amerika) |                                                    |
| Ram | einde productie: | ?                                                                                    |                                                    |
| Ram | productieaantal: | ?                                                                                    |                                                    |

| Tesla |                  | concern:                                                                    | onafhankelijk |
| Tesla | divisie:         |                                                                             |               |
| Tesla | merk:            | Tesla Verenigde Staten                                                      |               |
| Tesla | model:           | Model Y cuv                                                                 |               |
| Tesla | einde productie: | ?                                                                           |               |
| Tesla | productieaantal: | ca. 1,2 miljoen (verkocht in de Verenigde Staten, Europa en China t/m 2022) |               |

## Latijns-Amerika
| Chevrolet |                  | concern: | SAIC-GM-Wuling China |
| Chevrolet | divisie:         | |                      |
| Chevrolet | merk:            | Chevrolet Verenigde Staten                                                                                             |                      |
| Chevrolet | model:           | Groove cross-over (1e generatie; badge-engineered Baojun 510 voor Latijns-Amerika, alsook het Midden-Oosten en Afrika) |                      |
| Chevrolet | einde productie: | ? |                      |
| Chevrolet | productieaantal: | ? |                      |